# Тамбо (река, впадает в Кинг)
Та́мбо (Берраван; англ. Tambo, Berrawan) — река водосбора реки Митчелл, расположенная в регионе Восточный Гипсленд австралийского штата Виктория. С длиной более 186 км (116 миль), река является одной из самых протяженных рек в бассейне озёр Гипсленд, простирающейся от крутых лесистых южных склонов Викторианских Альп через лес и сельскохозяйственные угодья до озер Гипсленда.

## Физические свойства

### Течение
Река Тамбо берёт начало в горах Боуэн, ниже горы Лейнстер в викторианских Альпах, части Большого водораздельного хребта, примерно в 20 километрах к востоку от Бенамбры.Река течёт с юга на юго-запад, проходя через юго-восточную часть региона, объединяя шестнадцать притоков, включая реки Литтл и Тимбарра, и впадает в озеро Кинг, одно из главных озёр в обширной озерной системы Гиппсленда. В пределах озера река Тамбо образует слияние с рекой Митчелл, к западу от деревни Метунг, впадающей в Бассов пролив к юго-западу от Лэйкс Энтранс, в графстве Восточный Гипсленд. Река спускается 1060 метров (3480 футов) по своему 186-километровому (116 миль) водотоку.
На своем пути она протекает мимо городов или населённых пунктов Бинди, Тонгио, Свифтс Крик, Энсэй, Тамбо Кроссинг, Братэн, Тамбо Аппер, Свон Рич, Джонсонвилль.
Река покидает горы и живописный заповедник Тамбо, образуя свой исток рядом с населённым пунктом Бинди, к северу от Свифтс Крик, а из Бинди течет через долину Тамбо в Братэн. Большая альпийская дорога подхватывает маршрут реки в Тонгио и следует за рекой на большую часть расстояния через долину Тамбо к югу. Долина от Бинди к югу от Энсея относительно открытая и плоская, и используется как сельскохозяйственные угодья, она заканчивается крутой лесистой горой за Энсеем. С севера от Брутена долина представляет собой плодородные речные равнины на всём пути реки к озеру Кинг. В районе Свон Рич реку пересекает шоссе Принцес. Речные равнины обеспечивают земледелие, выпас молочного и мясного скота.

### Канал
Вокруг Бинди речной канал составляет около 5 метров (16 футов) в ширину. У Свифт Крик и области Энсэй река имеет ширину до 12 метров (39 футов), с глубокими бассейнами до 140 сантиметров (55 дюймов) с основой из щебня и гравия. В лесных участках между Энсэйем и Братэном ширина канала составляет до 20 метров (66 футов), с дном из коренных пород, валунов, щебня, песка и грязи. Между Братэном и Тамбо Аппер есть обширная седиментация с шириной канала, превышающей 25 метров (82 фута), но летняя глубина, как правило, менее 50 сантиметров (20 дюймов). Основой в этом месте является песок. Река сужается вокруг Верхнего Тамбо, и основой становится грязь после этой точки.

### Притоки
Река Тамбо имеет ряд значительных притоков, два крупнейших из них: небольшая река, которая входит в Тамбо с севера в Энсэй, и река Тимбарра, которая входит в Тамбо с востока. Южная ветвь реки Тамбо, которая берет свое начало на равнинах Нуньонг в холмах к востоку от Бинди, течет на север, чтобы присоединиться к главной реке недалеко от её истока. Тамбо также имеет ряд сезонных ручьев, входящих вдоль его длины, в том числе Свифт Крик, который входит с запада в город с тем же названием, Haunted Stream, который входит с запада к северу от пересечения Тамбо, с другими незначительными притоками, включая Junction Creek и Deep Creek.

## Экология
В центральной части реки Тамбо вокруг Энсэй и Свифтс Крик среднегодовое количество осадков составляет 500—700 миллиметров (20-28 дюймов), а в нижней части бассейна около Братэна-700-1000 миллиметров (28-39 дюймов). В верховьях притока реки Тимбарра обычно выпадает больше осадков. Тамбо и Тимбарра имеют относительно надежные течения. В бассейне речных систем Тамбо/Николсон имеются некоторые значительные водно-болотные угодья.

### Флора
Верхние районы рек включают высокорослые эвкалиптовые леса и альпийскую / субальпийскую растительность, а в среднем и нижнем течении встречаются более низкорослые смешанные виды леса. Прибрежная растительность в регионе Свифтс Крик/Энсэй в основном представляет собой траву и ивы. Прибрежная растительность в крутых лесных участках между Энсэем и Братеном более естественна, с акациями, эвкалиптами и другими местными видами.

### Фауна
Национально уязвимый австралийский хариус имеет значительные популяции в реке Тамбо. Другие виды рыб, встречающиеся в реке: чёрный лещ, окунь, австралийский окунь, короткошерстный угорь, длинношерстный угорь, пескари, речная черная рыба, коричневая форель и карп.

### Здоровье реки
Группа Lower Tambo Landcare была образована в 1998 году и занимает площадь 10 965 гектаров (27 100 акров) в нижней части реки. Группа стремится помочь восстановить австралийскую местную растительность на берегах рек, водно-болотных угодьях и обочинах дорог, поощрять землевладельцев, ограждать чувствительные районы, чтобы помочь сохранить их для местных видов, а также контролировать и управлять видами вредителей.

## История

### История аборигенов
Благодаря своей длине Тамбо простирался по землям по меньшей мере двух аборигенных народов. Люди Джайтматханг из верхних районов Мюррея занимали верховья реки, в то время как Брабиралунг из народа Гунай/Курнай занимал нижние южные районы. По словам Альфреда Ховитта, граница между этими двумя странами проходила вокруг Тонгио, примерно в 10 километрах к северу от современного Свифтс Крик.

### Этимология
Название Тамбо имеет неопределенное происхождение, но считается, что на языке австралийских аборигенов Нгариго это слово означает «рыба». Преподобный Фридрих Хагенауэр записал Гунайское название реки как Берраван. Альтернативные традиционные названия реки включают Bindi-memial или Jillun, что означает «желудок» на языке Brabralung; Tonggio-pannerer или Tongio-memial, без определённых значений в языке Dhudhuroa; Gwannung-bourn, что означает «пеликан» на языке Tatungalung; Ber’rawan, без определённого значения или языковой группы и Kookoondalook, что означает «осы на деревьях» на языке Krauatungalung.

### Европейское освоение
Считается, что первыми европейцами, которые следовали по течению реки, были отряды, возглавляемые Уолтером Митчеллом в начале 1839 года. Они направлялись аборигенами по маршруту с севера через ущелье Тонгио к югу от Омео, вниз по долине до озёр Брутен и Гипсленд, а затем обратно по тому же маршруту. Примерно в то же время Бакли создали сельскохозяйственную станцию в Тонгио. В конце 1839 года Ангус Макмиллан основал станцию дальше на юг недалеко от современного Энсея, а также использовал проводников аборигенов в своих исследованиях дальше на юг вдоль долины и в другие части Гипсленда. Ранние исследователи Австралии отмечали, что маршруты вдоль реки и долины были хорошо задействованы под аборигенные тропы, хотя в таких местах, как участок между пересечением Тамбо и Братеном, где река менее доступна, тропы отклонялись через горы аналогично нынешней главной дороге через эту область.

## Рекреационное использование
Нижние течения реки Тамбо вокруг устья популярны для рекреационного катания на лодках, однако более высокие течения имеют ограничения из-за местности, глубины и ширины реки. Участки реки, особенно вокруг устья, используются для рыболовства, но ограниченного из-за нехватки рыболовных видов. При отсутствии физических барьеров для распространения рыбы считается, что естественные химические выбросы из некоторых источников, загрязняющих реку, могут повлиять на некоторые популяции рыб, такие как форель. Другой причиной может быть высокая температура воды летом, так как небольшое количество форели в основной части реки было обнаружено в более прохладные месяцы.

## Речной контроль
Водосборным районом реки Тамбо руководит Управление по контролю водосбора Восточного Гиппсленда. Водное управление Восточного Гипсленда управляет городским водозабором из реки, в то время как водное управление Гипсленда и Южного сельского округа управляет сельским водозабором и ирригацией. Рыболовство Виктория, секция Департамента первичной промышленности, контролирует рыбным запасы и рыболовную политику.
Вода отводится из реки для водоснабжения городов Свифтс Крик и Братэна, а также частными водопользователями вдоль реки.